# Flintsbach am Inn
Flintsbach am Inn település Németországban, azon belül Bajorországban. Lakosainak száma 3095 fő (2023. december 31.). Flintsbach am Inn Brannenburg, Oberaudorf, Nußdorf am Inn és Erl községekkel határos.

## Népesség
A település népessége az elmúlt években az alábbi módon változott:
| Lakosok száma | 646  | 1516 | 2156 | 2154 | 2947 | 3036 | 3060 | 3046 | 3063 | 3095 |
|               | 1875 | 1950 | 1975 | 1987 | 2012 | 2014 | 2016 | 2017 | 2021 | 2023 |

## Fekvése
Brannenburgtól délkeletre fekvő település.

## Leírása

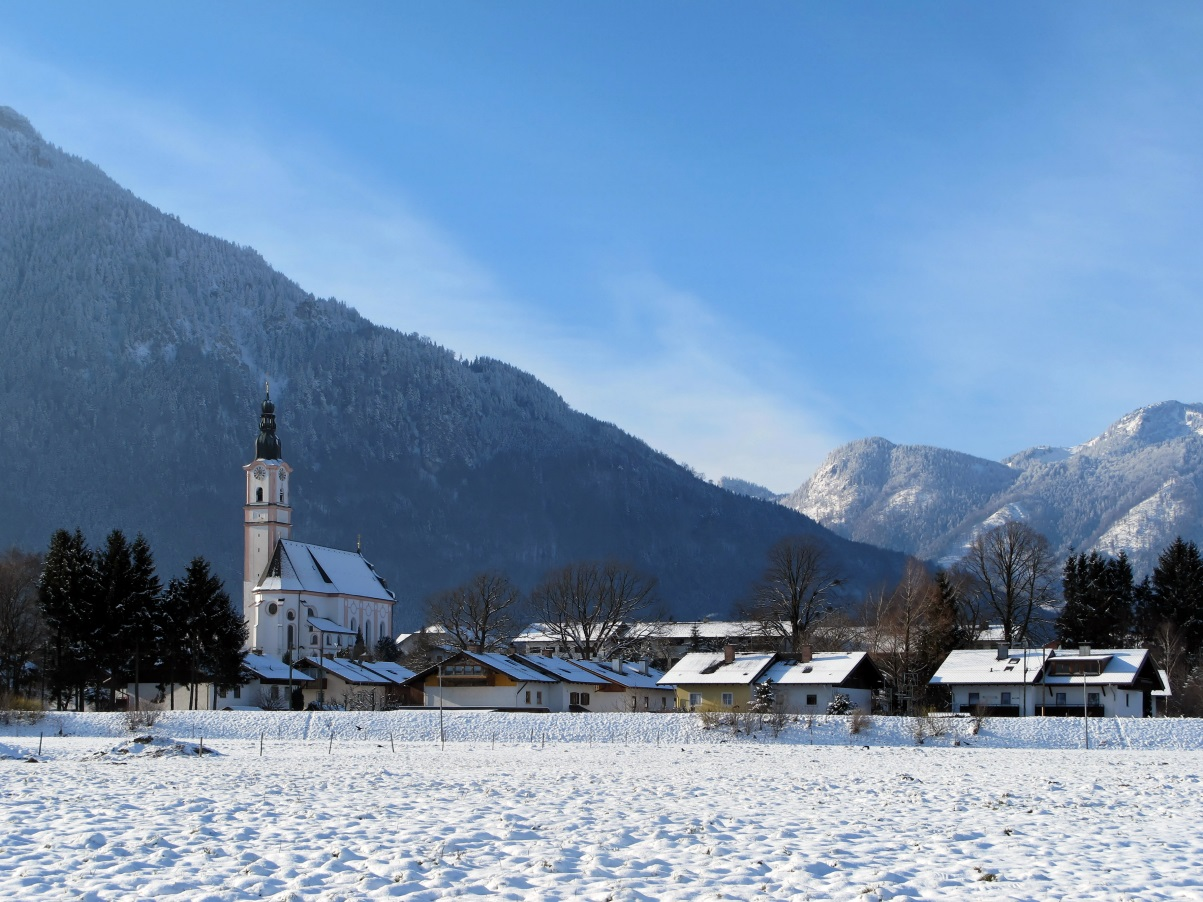

A környék legfestőibb falucskája. Házai homlokzatát helybéli naiv festő; az idősebb Sebastian Reichenauer festette ki még az 1800-as évek elején. Ugyancsak az ő munkája a késő gótikus, 1735-ben barokkosított Szt. Márton templom (St. Martin kirche) mennyezet freskója is. A komédia istállónak nevezett színházépületében a falusi gazdákból, környékbeli parasztokból álló műkedvelő csoportok itt is, máig színházi előadásokat tartanak, mely a település értékes hagyománya, ugyanis Kiefersfelden után itt jött létre a második német paraszt-színház.
A Petersberg 847 méter magas lejtőjén emelkednek a Burg Falkenstein romjai. A Madron nevű magányos szirtfokon ugyancsak a Falkenstein grófi család által alapított Búcsújáró templom (Walfahrtskirche St. Peter) áll, melynek csodaszép kazettás mennyezetét a híres fafaragó Hans Krumper készítette 1608-ban.
A templom külső falába beépített szószékről a szabad ég alatt hirdettek igét, és ítéletet középkori szokás szerint.
A falu közelében alpesi vitorlázó repülőtér is van.

## Galéria

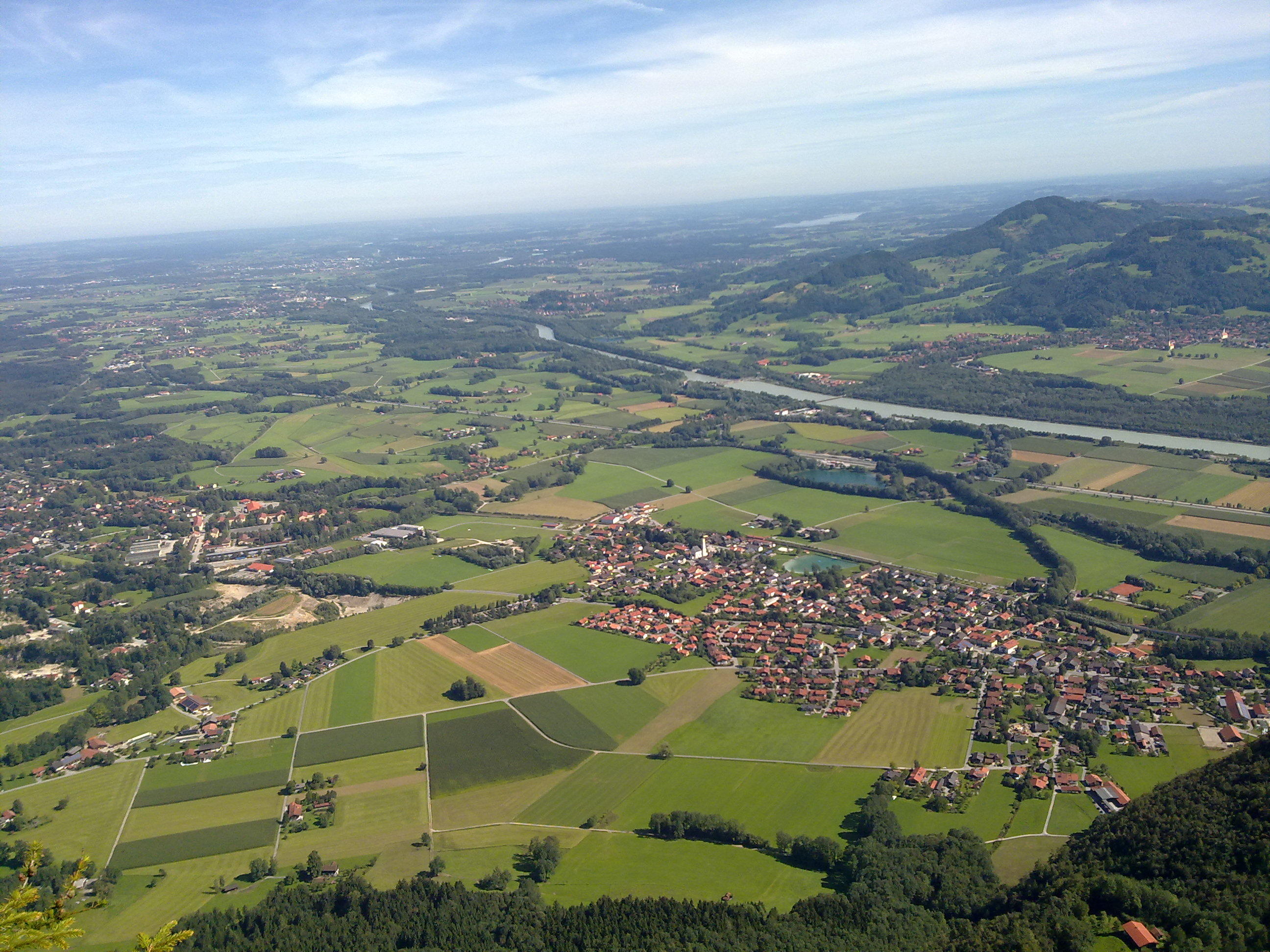
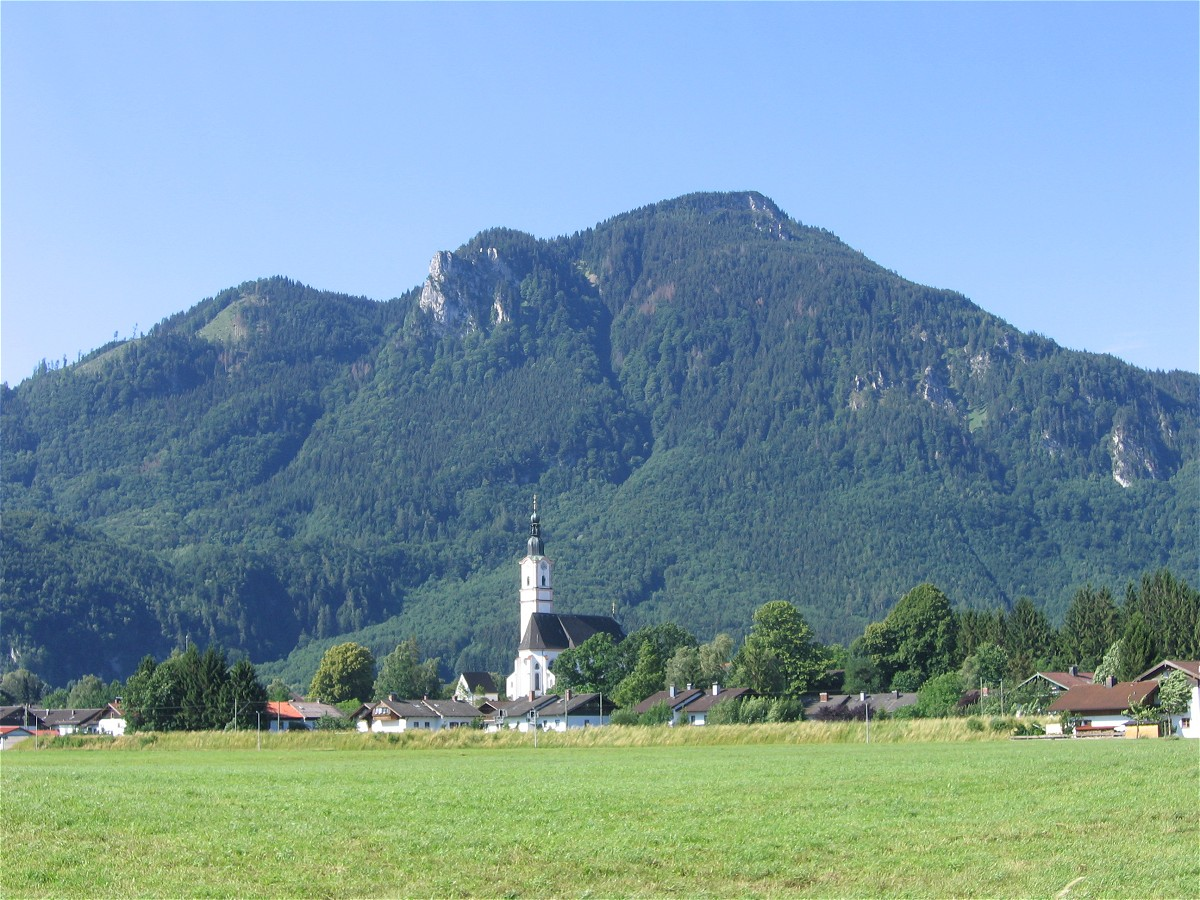
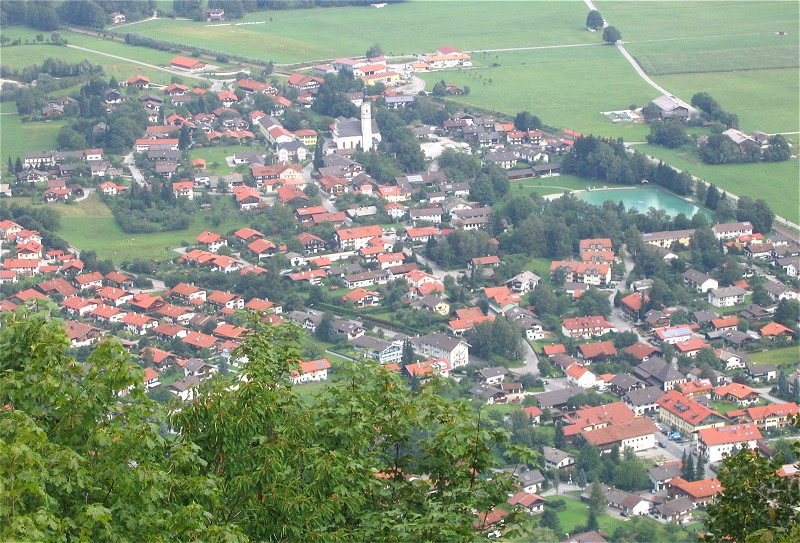
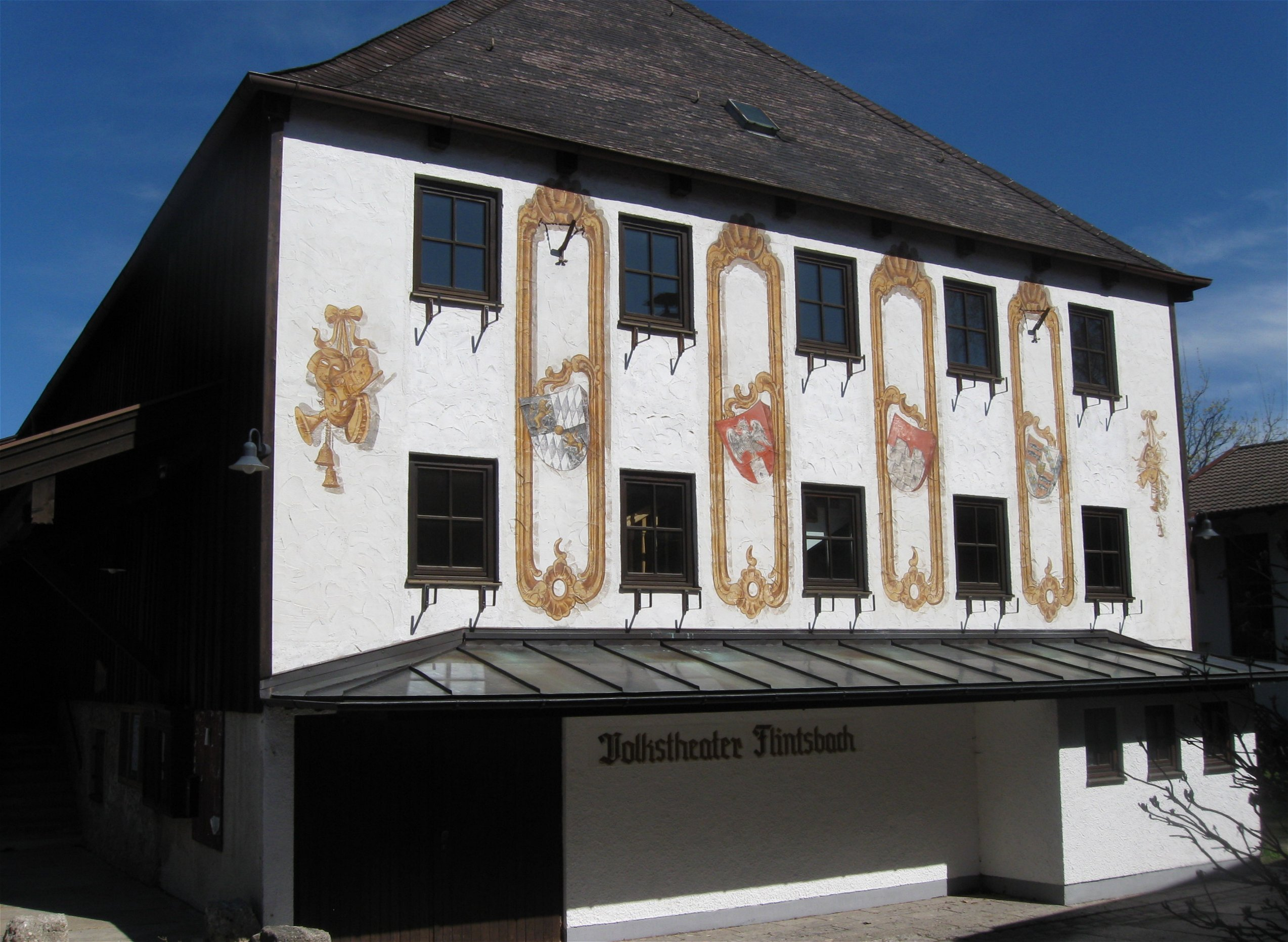
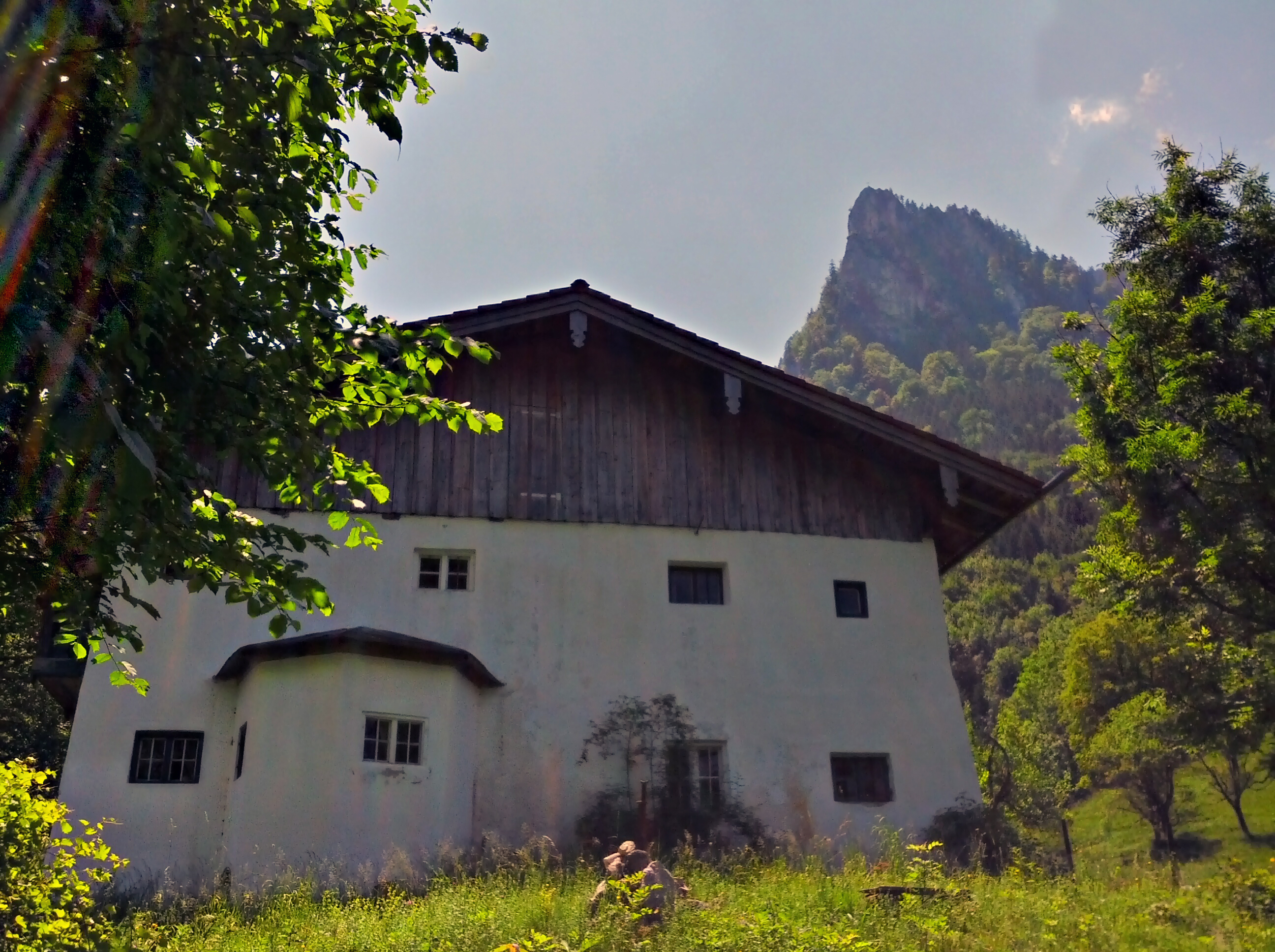
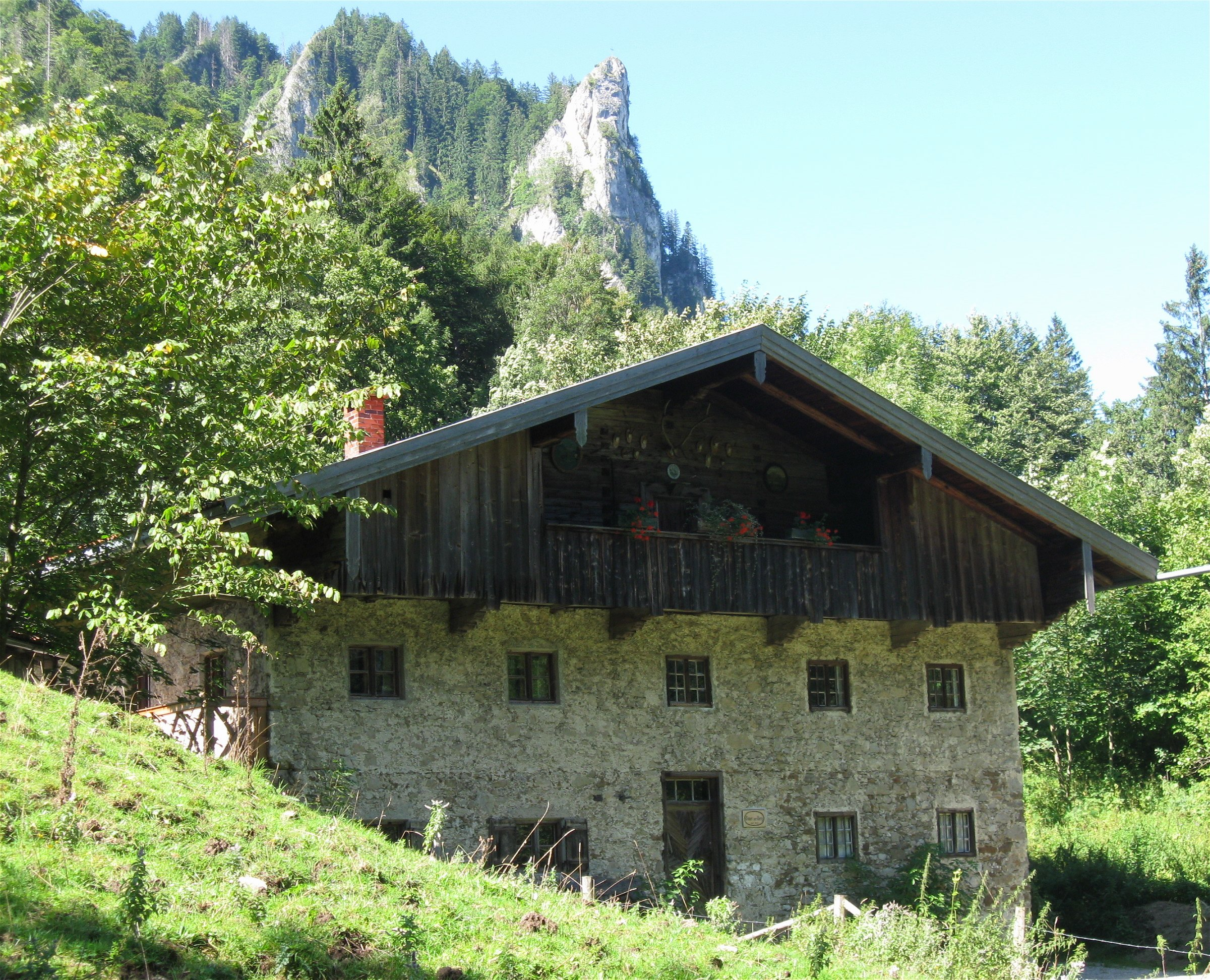
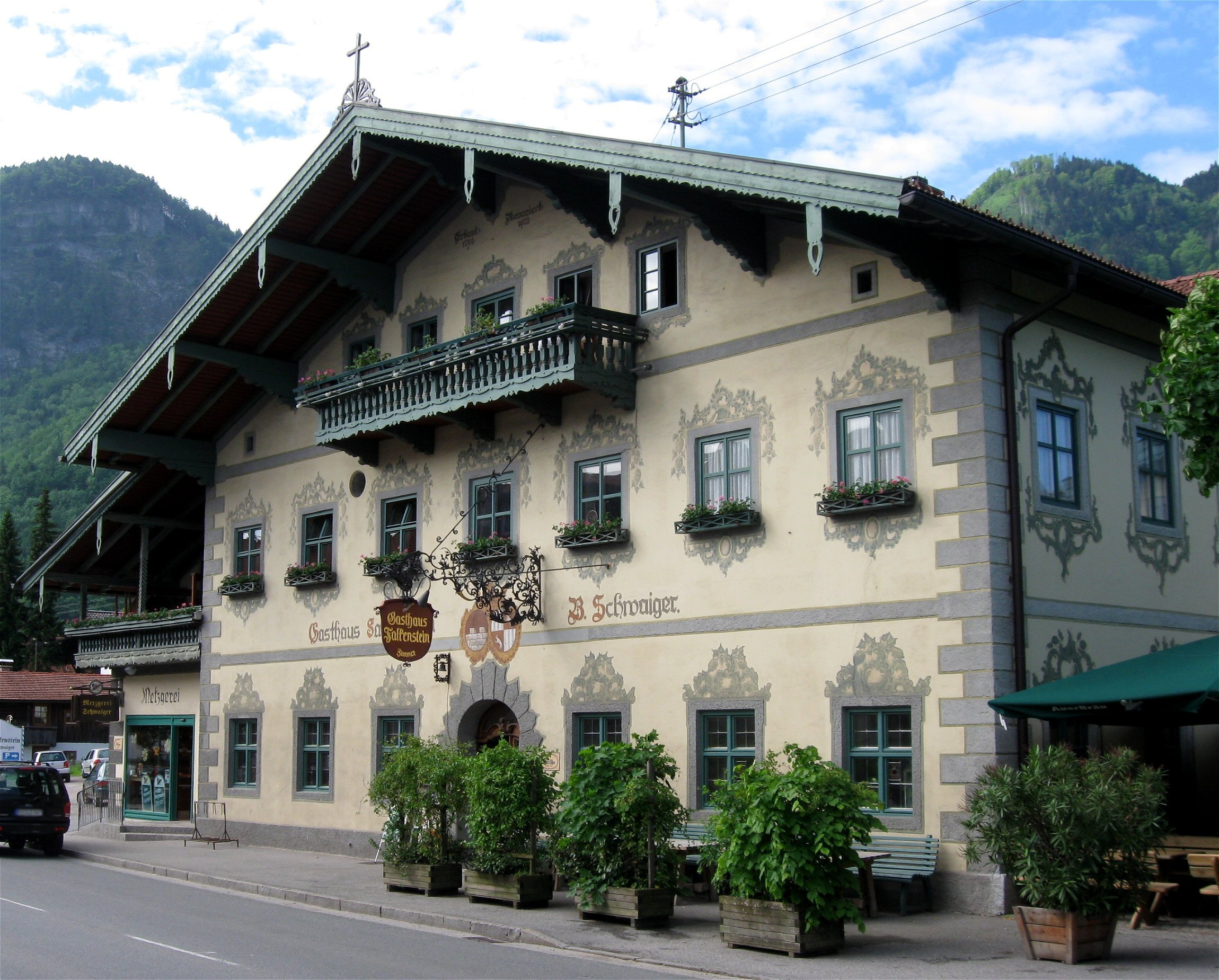
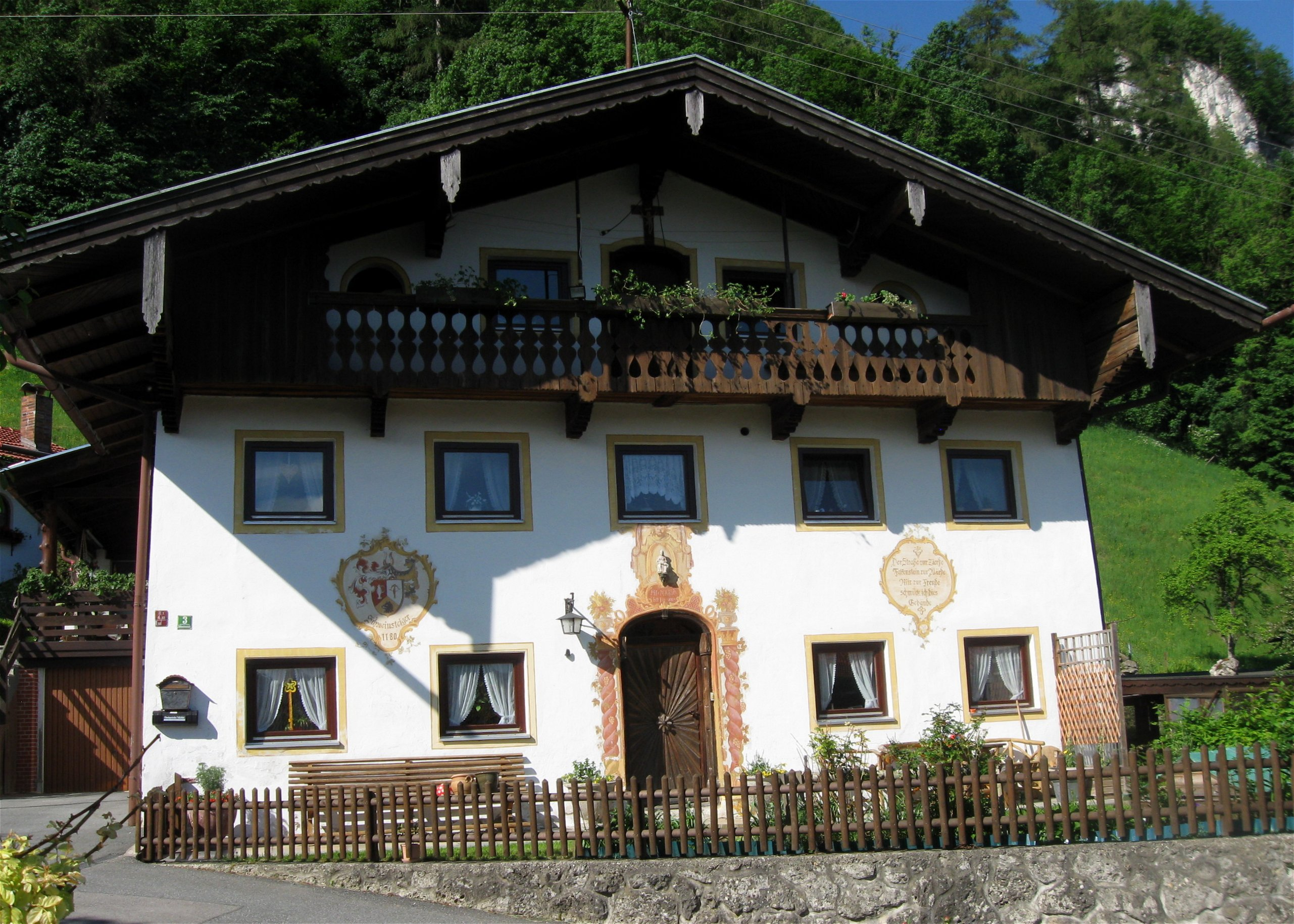
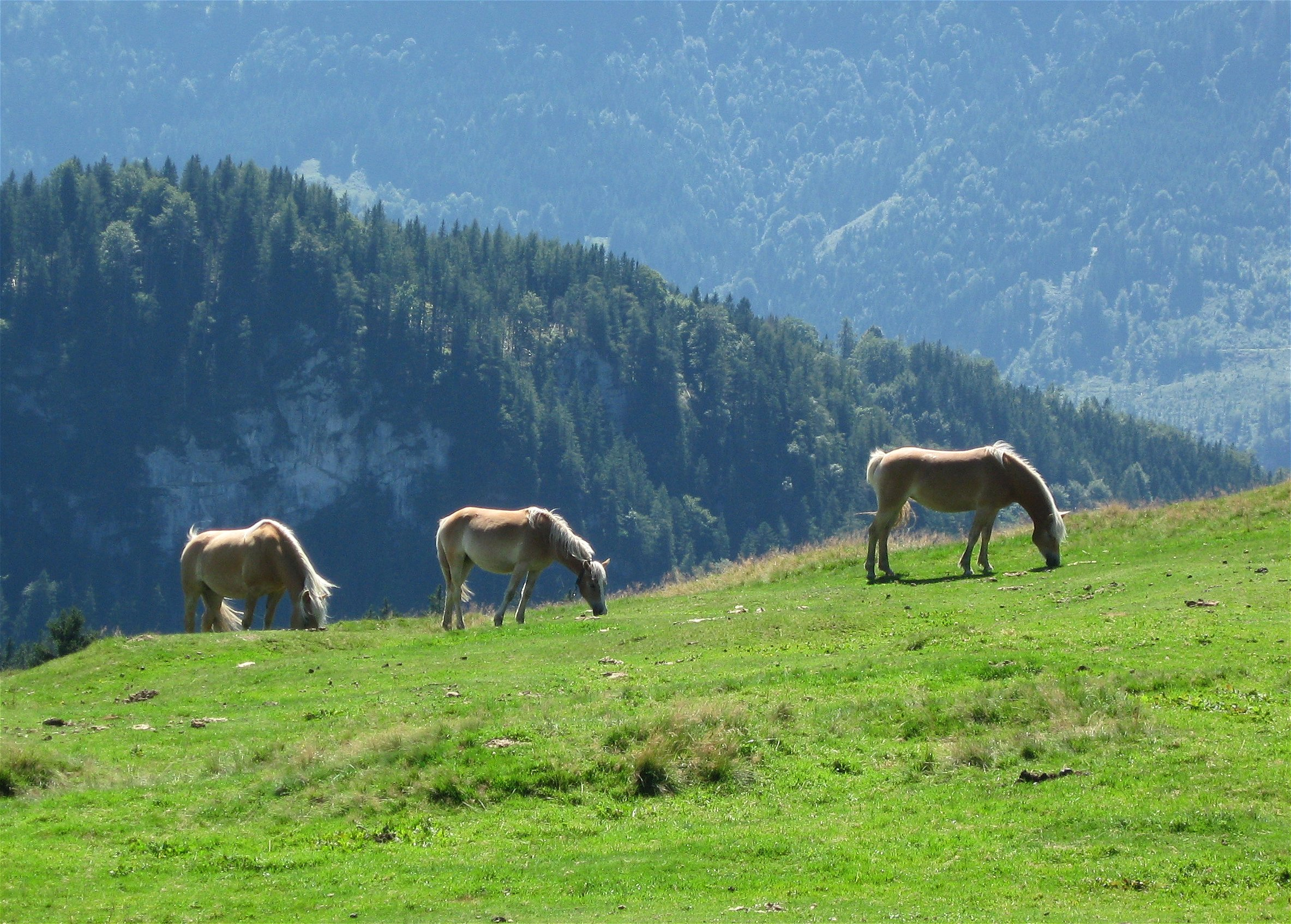
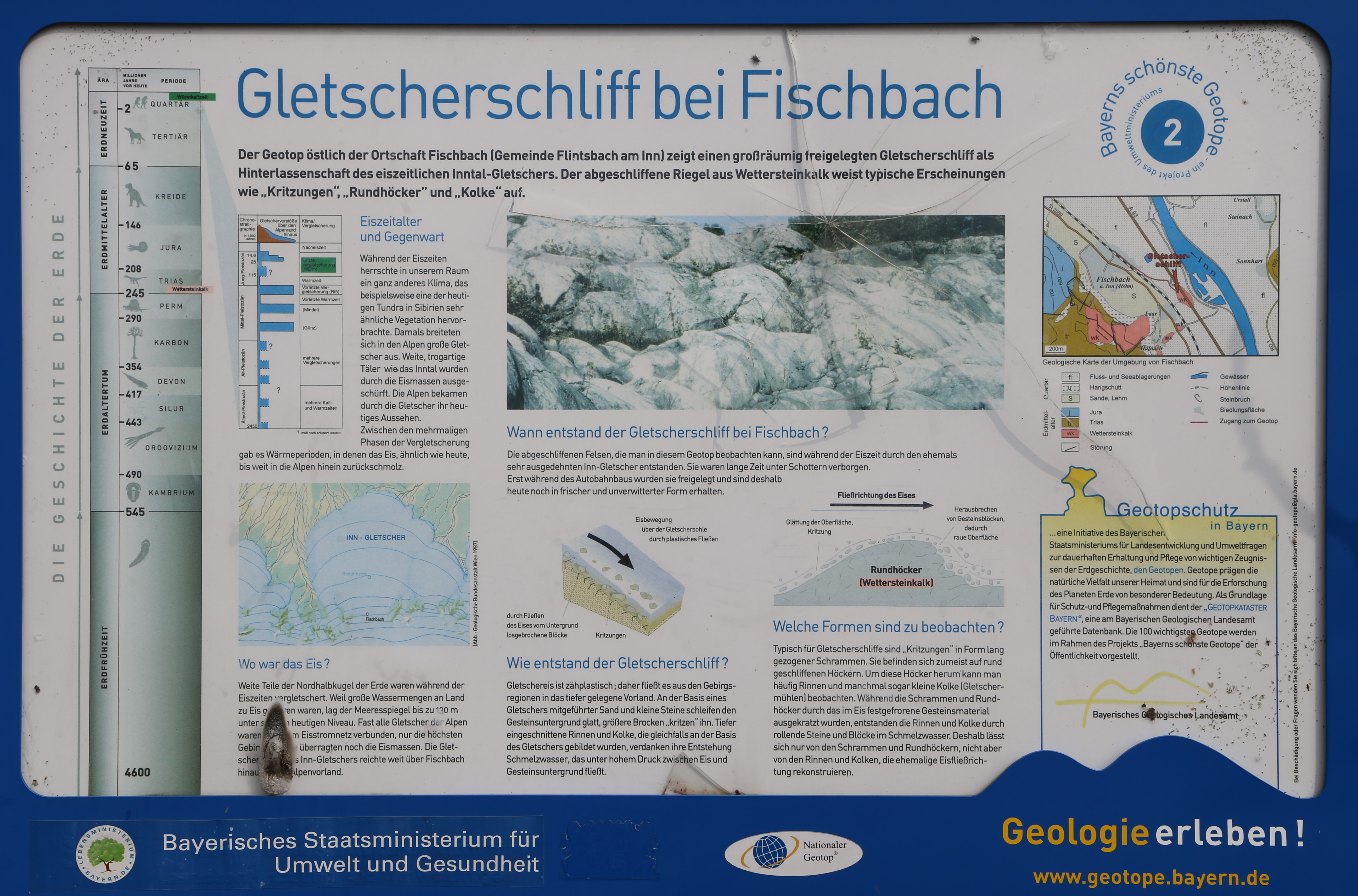
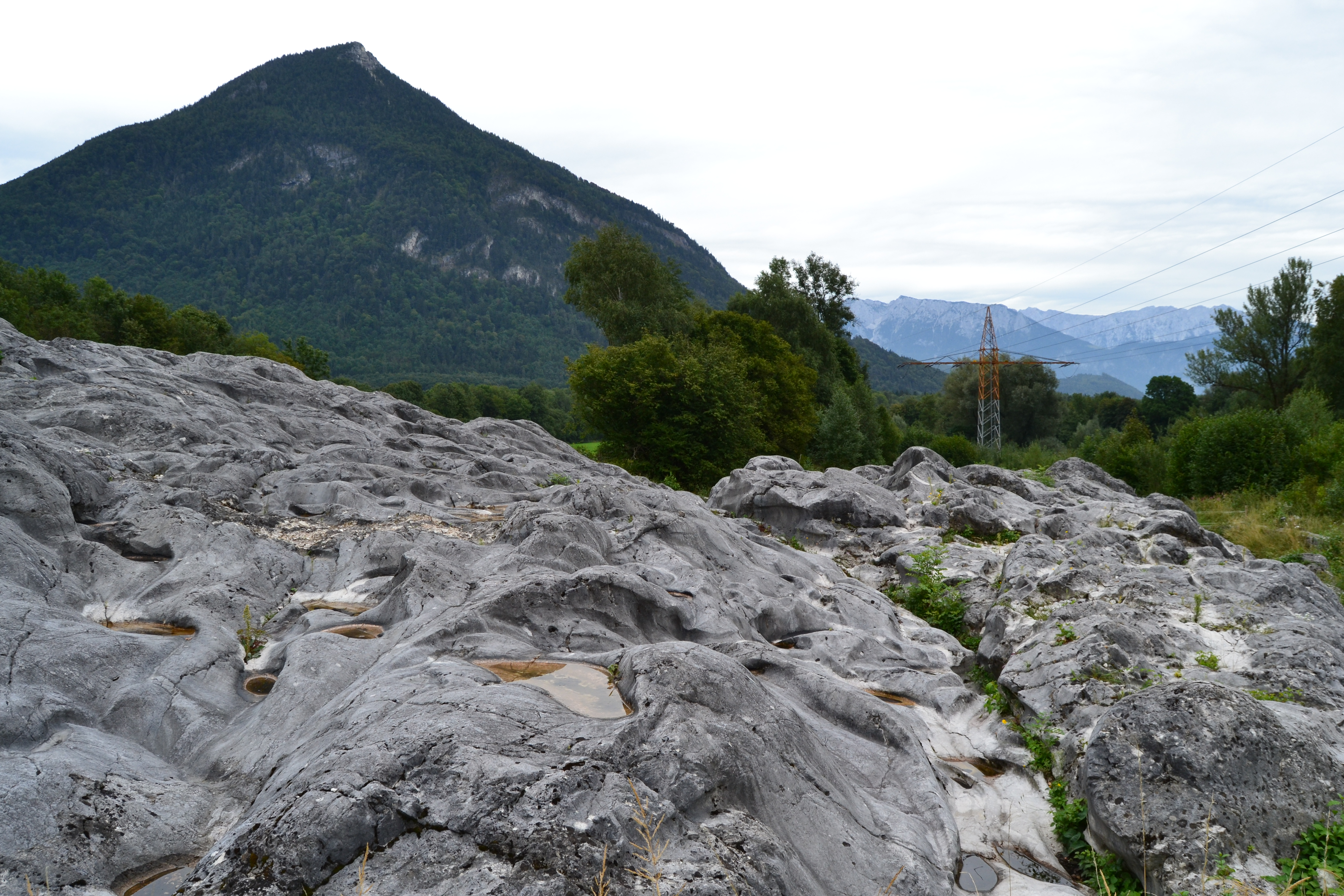
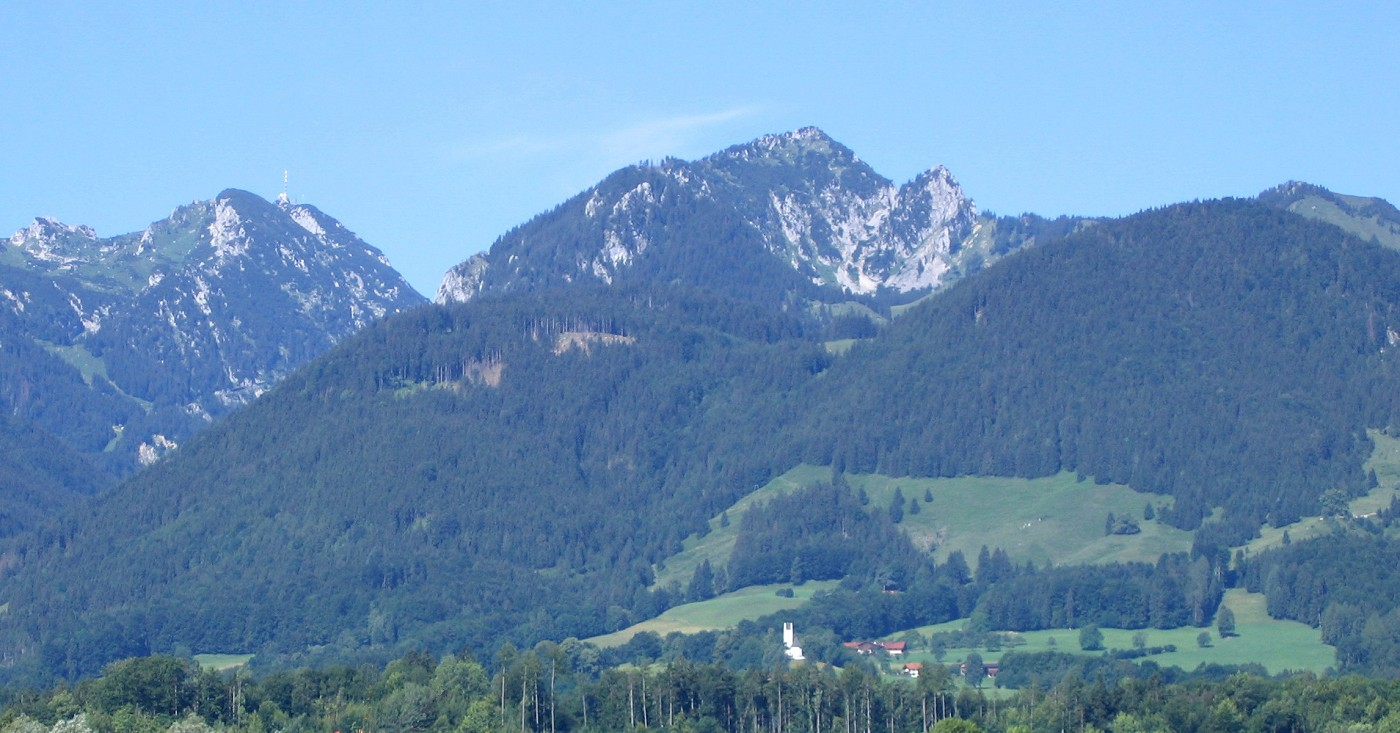

## Nevezetességek
- Falkenstein várának romjai
- Szt. Péter búcsújáró templom